# Kaspar Leutgeb
Kaspar Leutgeb (* vor 1500 in Herzogenburg; † 1546 in Niederaltaich) war ein Benediktiner und von 1536 bis 1546 Abt der Abtei Niederaltaich.
Während des Abbatiats von Kaspar Leutgeb setzte sich der Einfluss der Reformation, der schon unter seinen beiden Vorgängern Kilian Weybeck und Viktor Lauser ausgewirkt hatte, auf das Kloster Niederaltaich fort. Um der strengen Auslegung der Ordensregel zu entgehen, verließen in seiner Zeit zahlreiche der Mönche das Kloster. Gleichzeitig wurden aber auch elf Mönche in den Konvent neu aufgenommen.
Auf dem wirtschaftlichen Sektor gelang Kaspar Leutgeb die Beilegung des seit zwei Jahrhunderten schwelenden Streits zwischen den Herren von Degenberg und der Abtei Niederaltaich sowie dem Kloster Rinchnach durch einen Kompromiss, wobei Frauenau und der Markt Zwiesel den Degenbergern zufiel, während das Kloster mit einer geringfügigen Zahlung von 3500 Gulden abgefunden wurde. Während seiner Amtszeit restaurierte er die Abteikirche und errichtete 1542 den mächtigen Torturm über dem Klostereingang. Daneben erbaute er die mit prächtigen Wandmalereien eingerichteten Fürstenzimmer. Besondere Verdienste erwarb er sich um die Gründung der ersten Volksschule in Niederaltaich.